# 자유사상민주동맹
자유사상민주동맹(네덜란드어: Vrijzinnig Democratische Bond; VDB)은 20세기 상반기 네덜란드의 사회자유주의 정당이다. 1901년 창당되었다. 존속 기간동안 정계에서 비교적 무게감 있는 역할을 했으며, 총리도 한 명(빌럼 스헤르메르호른) 배출했다. 1946년 자유민주인민당(보수자유주의)와 노동당(사민주의)으로 분열되면서 해산되었다. 민주66도 자유사상민주동맹과의 이념적 연결고리를 주장한다.